# Hydrochoreutes microporus
Hydrochoreutes microporus är en kvalsterart som beskrevs av Cook. Hydrochoreutes microporus ingår i släktet Hydrochoreutes och familjen Pionidae. Inga underarter finns listade i Catalogue of Life.